# Raymond Istvàn Rohonyi
Raymond Istvàn Rohonyi (n. Stavanger, Noruega; 20 de julio de 1975) es un cantante noruego de heavy metal. Es uno de los fundadores de Theatre of Tragedy, y con ellos publicó siete álbumes de estudio, un álbum en vivo y cuatro EP.

## Biografía
Raymond I. Rohonyi estuvo a cargo de los sonidos electrónicos de la banda y las letras de ellas mismas, en su primer trabajo (Theatre of Tragedy) los otros integrantes de la banda componían la música junto con Raymond y él se encargó de todas las letras de las canciones, con una atmósfera de Doom/Gothic/Metal y con este disco se dieron a conocer por toda Europa.
Su siguiente álbum Velvet Darkness They Fear (1996) es uno de sus mejores discos. En este trabajo, Raymond escribió las letras según a sus lecturas de literatura antigua, las cuales fueron aún más precisas para su siguiente gran álbum Aegis (1998), el punto álgido de la banda.
Cuando acabaron y liberaron Aegis, los integrantes de Theatre of Tragedy estaban algo cansados del estilo y además, se dieron cuenta de que ya había muchas agrupaciones similares que trataban de imitar su sonido.
En vista de esa situación, Raymond decidió dar un cambio drástico a la música y estética de la banda, incorporando elementos electrónicos y de rock industrial. Después de las decisiones inesperadas grabaron Musique en 2000. Es un álbum con demasiados sonidos electrónicos en la forma más parecida a Kraftwerk, ya que la música favorita de Raymond es la electrónica teniendo como referencia a los creadores de ese género.
Esto supuso un salto a los principios experimentales de Raymond con los sonidos electrónicos, los cuales para muchos fanes no fueron de su agrado. 
Su siguiente trabajo Assembly (2002), es lo continuo del anterior permaneciendo la electrónica, con canciones más lentas y no tan directas como en Musique. Para esta etapa las letras eran sobre la tecnología, humanidad, vida nocturna, peleas callejeras, industrias, en ocasiones Raymond mezclaba metáforas basadas en las relaciones sexuales. 
Posterior a ello, la banda se tomó un largo receso de cuatro años fuera de los estudios de grabación, mientras replanteaban su futuro musical y contrataban una nueva vocalista.
Storm (2006) sería un regreso al Gothic Metal. Los sonidos electrónicos están presentes y la música es tan directa como Musique, lo cual sería una mezcla de Aegis con este álbum. 
En el 2009 liberaron Forever Is The Wolrd, con el cual regresan las guitarras pesadas y los gruñidos de Raymond, lo que fue una gran sorpresa. Las canciones son más lentas y sin sonidos electrónicos.
Mediante un comunicado oficial del 1 de marzo de 2010 en la página oficial de Theatre of Tragedy, se anunció la disolución de la banda a partir del 2 de octubre de 2010, por lo que Rohonyi asumirá otro destino en su carrera.

## Discografía

### Álbumes
- Theatre of Tragedy - 1995
- Velvet Darkness They Fear - 1996
- Aégis - 1998
- Musique - 2000
- Assembly - 2002
- Storm - 2006
- Forever is the World - 2009

### Singles y EP
- Theatre of Tragedy (demo) (1994)
- Der Tanz Der Schatten (single) (1996)
- A Rose for the Dead (EP, 1997)
- Cassandra (single)(1998)
- Virago (EP)(1999)
- Image (single) (2000)
- Inperspective (EP) (2000)
- Machine (single) (2001)
- Envision (single) (2002)
- Let You Down (single) (2002)
- Storm (single) (2006)
- Deadland (single) (2009)
- Addenda EP - 2010